# Puliciphora etiamodesta
Puliciphora etiamodesta är en tvåvingeart som beskrevs av Ronald Henry Lambert Disney 2005. Puliciphora etiamodesta ingår i släktet Puliciphora och familjen puckelflugor.
Artens utbredningsområde är Zimbabwe. Inga underarter finns listade i Catalogue of Life.